# SS Belgic (1911)
SS Belgic byl parník postavený roku 1911 v loděnicích New York Shipbuilding Corp. původně pod jménem Samland pro společnost Red Star Line. Ještě týž rok byl předán společnosti White Star Line a přejmenován na Belgic. Roku 1913 byl vrácen Red Star Line a přejmenován zpět na Samland. Nakonec byl roku 1931 sešrotován.